# Paul Chenavard
Paul Joseph Chenavard (født 9. december 1807 i Lyon, død 12. april 1895 i Paris) var en fransk maler.